# ATLAS彗星 (P/2019 LD2)
ATLAS彗星 (P/2019 LD2）は、2019年6月10日に小惑星地球衝突最終警報システム（ATLAS）によって発見された木星族彗星に分類される彗星である。「ATLAS彗星」という名称のついた彗星は複数存在しているため、明確な区別のために以降「P/2019 LD2」と呼称する。当初は、初めて確認された彗星活動を伴う木星のトロヤ群小惑星とされていたが、その後行われた詳細な調査により、トロヤ群への分類は撤回され、より長い観測弧（Observation arc）から、P/2019 LD2は軌道が典型的な木星族彗星と同様に不安定な軌道を描いていることが判明し、トロヤ群の近くに位置しているのは一時的なものであることが示唆された。

## 発見
P/2019 LD2は2019年6月10日に、ハワイ島のマウナ・ロア山にあるマウナロア観測所に設置されている小惑星地球衝突最終警報システム（ATLAS）によって撮影された画像から発見された。発見時に、クイーンズ大学ベルファストの天文学者Alan FitzsimmonsとDavid Youngによって、周囲に彗星に見られるような微かなコマが観測された。その後、同月11日と13日にラスクンブレス天文台で行われた追加観測でも彗星活動が確認された、同年7月には尾のような構造も確認された。そして、2020年4月に行われたマウナロア観測所のATLASによる観測でも彗星活動が認められ、ほぼ1年に渡って彗星としての活動が継続されていることが示された。
P/2019 LD2の彗星活動は2020年5月20日にハワイ大学天文学研究所のプレリリースにて公表され、木星のラグランジュ点（L4）近くで発見された、初めての彗星活動を伴う天体とされた。しかし、その後にP/2019 LD2の軌道ダイナミクスをアマチュア天文家Sam Deenが詳しく調べたところ、この彗星は偶然、木星のトロヤ群付近にいるだけで、トロヤ群とは無関係な木星族彗星であることが判明した。また、同じような分析結果は同年5月23日にも、日本の天文計算家である中野主一によって天文電報中央局（CBAT）に報告されている。

## 軌道
P/2019 LD2は太陽から平均5.28 au（約7億9000万 km）離れた軌道を12.12年で公転しており、軌道の離心率は0.132、黄道面に対する軌道傾斜角は11.6度とされている。パンスターズによるP/2019 LD2の観測弧の調査で、マウナロア観測所のATLASによる公式な初発見の約11ヶ月前、2018年5月21日にハレアカラ天文台によって観測されていたことが判明している。
P/2019 LD2の木星に対するTisserand's parameter（T_jup）は2.940で、これは典型的な木星族彗星と同程度の値である。2017年2月17日、P/2019 LD2は木星から約1380万 kmの距離まで接近しており、公転周期は木星（約11.9年）に近いが、木星とは1：1の軌道共鳴状態にないことが示されている。木星の軌道上において木星の前後60度付近に集中しているトロヤ群天体とは異なり、P/2019 LD2は木星の前方21度に位置しているが、30度以上離れることはなく、30度以上離れる前に木星へ接近していくと考えられている。軌道モデルからは、P/2019 LD2はかつてケンタウルス族の天体であった可能性が高いことも示されている。
2028年5月13日にP/2019 LD2は木星に約1800万 kmまで接近するとされており、この際に、木星との公転周期の比が1：1に近い現状の軌道から、2：3に近い軌道へ変化すると予想されている。しかし、変化後の軌道も長くは持続されない不安定なものになるとされている。2063年1月には、ガリレオ衛星が公転している領域のすぐ外側である約300万 kmの距離にまで接近し、この際に再び軌道が大きく変わる可能性がある。

## 物理的特徴
絶対等級とアルベド（反射能）を基に直径を算出する一般的な変換公式に基づいて、小型のトロヤ群小惑星で使用されるアルベドの仮定値0.12を用いると、絶対等級が12.2等級であることから直径は約14 kmと算出される。2020年5月の時点では、P/2019 LD2の自転による光度曲線の変化は測光観測からは確認されておらず、P/2019 LD2の自転周期や形状は未だ不明である。
P/2019 LD2の発見時の地球から見た見かけの明るさは18.4等級で、それ以降の観測で最も明るい時でも17等級台の明るさしかない。